# Catuvellauni

Zasięg terytorialny Catuvellauni

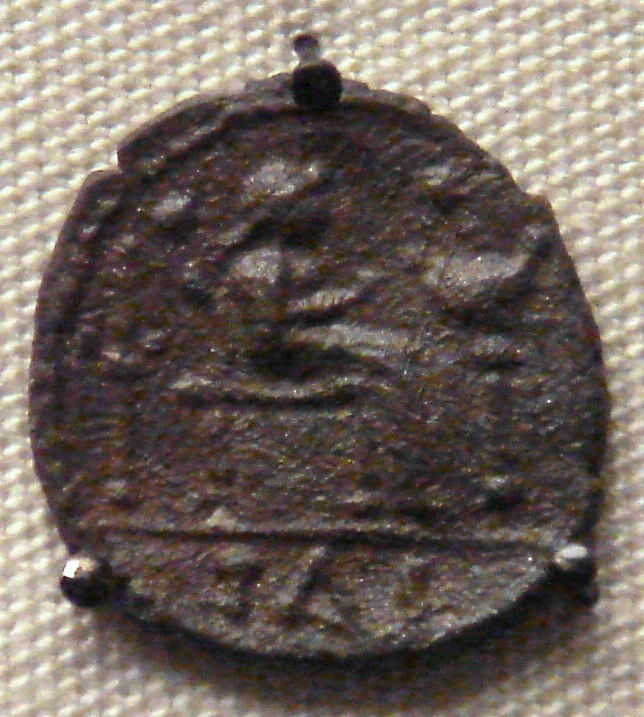
Moneta Tasciovanusa

Catuvellauni (Katuwelaunowie) – celtyckie plemię belgijskie w południowo-wschodniej Brytanii. Przypuszczalnie główny ośrodek plemienia znajdował się w Wheathampstead – dzisiejszej wsi położonej na północ od St Albans. Jednakże po nieudanej próbie przeciwstawienia się Cassivellaunosa Rzymianom, gród ten upadł i po jego wyludnieniu jego funkcje przejął Verlamion (51°44′58,6″N 0°21′17,3″W/51,749600 -0,354800) – późniejsze oppidum rzymskie Verulamium, a dzisiejsze St Albans.

## Zasięg terytorialny
Plemię graniczyło od północy z plemionami Icenów oraz Corieltauvi, od wschodu z Trinovantes, od zachodu z Dobunni i Atrebates, a od południa z plemionami Regnenses i Cantiaci.
Zajmowane przez Katuwelaunów terytorium pokrywało się z obszarem dzisiejszych angielskich hrabstw: Hertfordshire oraz częściowo: Northamptonshire, Oxfordshire, Buckinghamshire i Cambridgeshire tudzież Essex i Suffolk.

## Pochodzenie i nazwa
Przypuszcza się, że Catuvellauni mogli być migrantami z doliny rzeki Mātrona (dzisiejsza Marna). Łacińska nazwa dzisiejszego miasta Châlons-en-Champagne – Catalaunum, a także Campus Catalaunicus – znana z  bitwy na Polach Katalaunijskich (gdzie Rzymianie pokonali Attylę w 451), może również mieć związek z pochodzeniem plemienia. Nazwa Catuvellauni pochodzić może od proto-celtyckiego catuwali, oznaczającego "panów bitwy" lub "zwycięzców".

## Władcy Katuwelaunów
- Cassivellaunos
- Tasciovanus – panował ok. 20 p.n.e. - 10 n.e.[2]
- Cunobelinus – rozpoczął panowanie ok. 9 n.e.
- Epaticcus – panował w I poł. I wieku n.e.
- Caratacus – panował od ok. lat 20.-30. I wieku (od 43 n.e. jako król Brytanii) - 50 n.e.
- Togidubnus (Tiberius Claudius Cogidubnus) – panował w II poł. I wieku.